# Сопвит Снејл
Сопвит Снејл (енгл. Sopwith 8F.1 Snail) је британски ловачки авион. Први лет авиона је извршен 1918. године. 

Највећа брзина авиона при хоризонталном лету је износила 185 km/h.
Распон крила авиона је био 7,72 метара, а дужина трупа 5,79 метара.

## Наоружање
| Наоружање авиона: Сопвит 8F.1 Снејл |     |
| Ватрено (стрељачко) наоружање       |     |
| Топ                                 |     |
| Митраљез                            |     |
| Број и ознака митраљеза             | 2-3 |
| Калибар                             | 7,7 |
| Бомбардерско наоружање (бомбе)      |     |
| Ракетно наоружање (ракете)          |     |